# (73026) 2002 EW74
(73026) 2002 EW74 – planetoida z pasa głównego asteroid okrążająca Słońce w ciągu 3,52 lat w średniej odległości 2,31 j.a. Odkryta 13 marca 2002 roku.